# トゥアンバク県

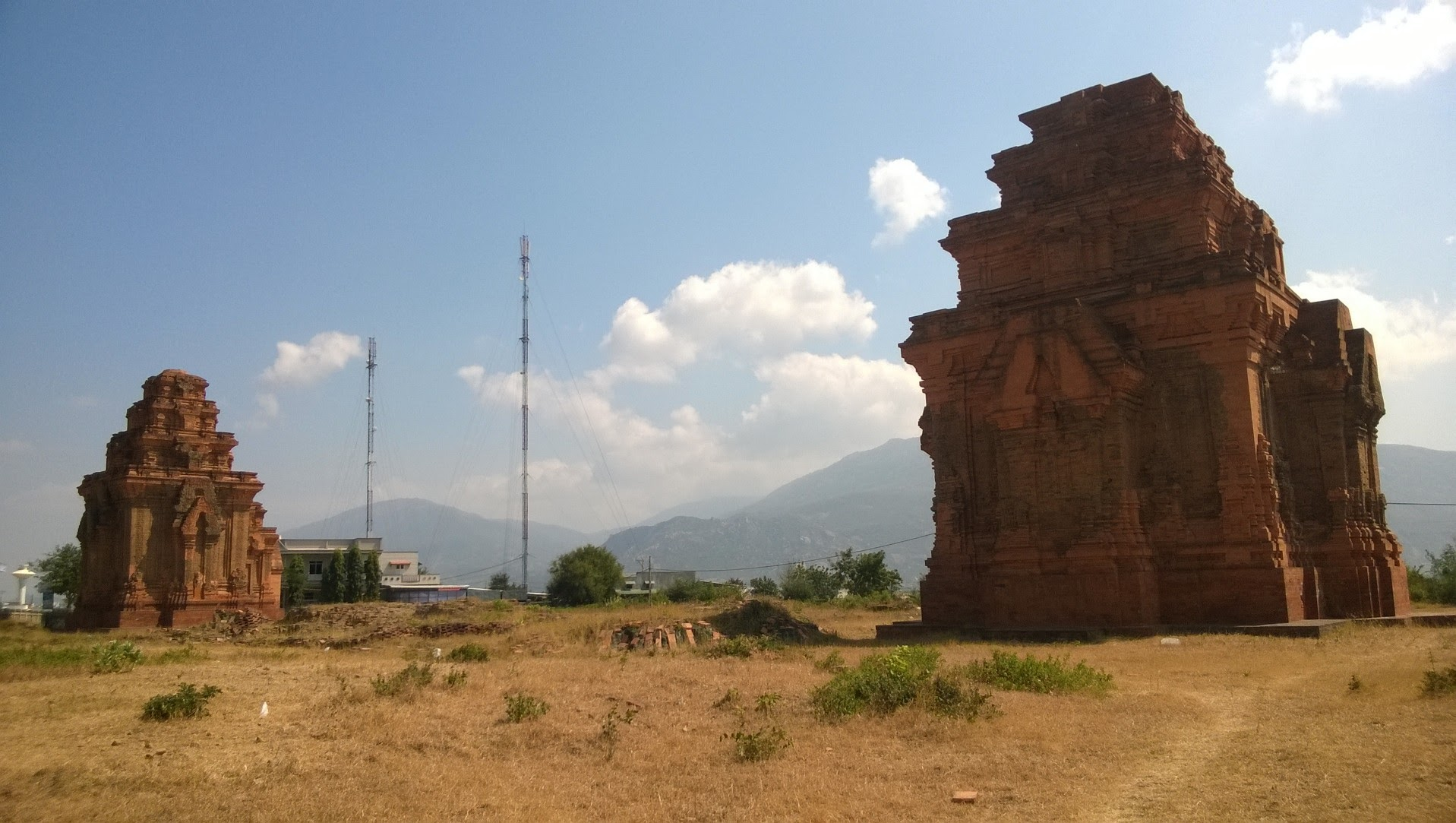

トゥアンバク県（トゥアンバクけん、ベトナム語：Huyện Thuận Bắc / 縣順北?）は、ベトナム社会主義共和国ニントゥアン省の県である。面積は318.26 km²、人口は42,039人（2017年）である。

## 行政区画
6社から構成される。